# 請求/響應
计算机科学中，请求/响应是电子计算机在计算机网络中用来相互通信的基本方法，其中一台计算机发送数据请求，另一台计算机响应该请求。更具体地说，它是消息交换模式，请求者向響應者系统发送请求消息，響應者系统接收并处理该请求，最终返回消息。它类似于电话，其中呼叫者必须等待接收者接听，然后才可以讨论事情。这是简单但功能强大的消息模式。